# インサイド・オブ・エンプティネス
インサイド・オブ・エンプティネス はジョン・フルシアンテによる、2004年6月から2005年2月にかけての6連続アルバムリリースの第4作目である。
このアルバムは、ジョシュ・クリングホッファー や オマー・ロドリゲス・ロペスなどのゲストミュージシャンも参加した。

## 収録曲
1. "What I Saw" – 4:00
2. "The World's Edge" – 2:34
3. "Inside A Break" – 3:07
4. "A Firm Kick" – 4:33
5. "Look On" – 6:10
6. "Emptiness" – 3:34
7. "I'm Around" – 3:49
8. "666" – 4:53
9. "Interior Two" – 2:27
10. "Scratches" – 4:19

## 製作者
- ジョン・フルシアンテ　―　リードボーカル, バッキング・ボーカル, ギター, シンセサイザー, キーボード, ベース("The World's Edge", "666"), プロデューサー, デザイン
- ジョシュ・クリングホッファー　―　ドラム, ベース, キーボード, バッキング・ボーカル, ギター("I'm Around"), ソロギター("Inside A Break", "Emptiness")
- オマー・ロドリゲス・ロペス　―　リードギター("666")
- Ryan Hewitt　―　エンジニア, ミキシング
- Kevin Dean　―　アシスタント
- バーニー・グランドマン　―　マスタリング
- Lola Montes　―　写真撮影
- Mike Piscitelli　―　デザイン
- Dave Lee　―　楽器技術者